# Seymour (Teksas)
Seymour – miasto w Stanach Zjednoczonych, w stanie Teksas, w hrabstwie Baylor. W 2000 roku liczyło 2 908 mieszkańców.